# Condado de Keya Paha
O Condado de Keya Paha é um dos 93 condados do estado norte-americano de Nebraska. A sede do condado é Springview, que é também a sua maior cidade. O condado tem uma área de 2005 km² (dos quais 3 km² estão cobertos por água), uma população de 983 habitantes, e uma densidade populacional de 0,49 hab/km² (segundo o censo nacional de 2000). Foi fundado em 1884 e o seu nome provém do rio Keya Paha (afluente do rio Niobrara), pelos termos em língua lacota Keya (tartaruga) e Paha (colina).